# Монтічельво
Монтічельво, Монтічелво (ісп. Montichelvo (офіційна назва), валенс. Montixelvo) — муніципалітет в Іспанії, у складі автономної спільноти Валенсія, у провінції Валенсія. Населення — 656 осіб (2010).

## Географія
Муніципалітет розташований на відстані близько 330 км на південний схід від Мадрида, 65 км на південь від Валенсії.

## Демографія
Динаміка населення (INE ):

## Галерея зображень

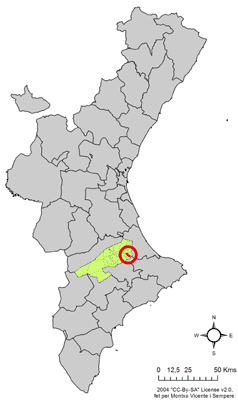
Розташування муніципалітету Монтічельво у автономній спільноті Валенсія
Розташування муніципалітету Монтічельво у комарці Вальє-де-Альбайда